# Closterus latior
Closterus latior là một loài bọ cánh cứng trong họ Cerambycidae.